# Basketbal na Letních olympijských hrách 1964
Turnaj se odehrál v rámci XVIII. olympijských her ve dnech 11. – 23. října 1964 v Tokiu.
Turnaje se zúčastnilo 16 mužstev, rozdělených do dvou osmičlenných skupin. První dva týmy postoupily do semifinále. Mužstva, která skončila v základních skupinách na třetím a čtvrtém místě hrála o 5.–8. místo. Mužstva, která skončila v základních skupinách na pátém a šestém místě hrála o 9.–12. místo a mužstva, která skončila na sedmém a osmém místě hrála o 13.–16. místo. Olympijským vítězem se stal pošesté celek USA.

## Turnaj mužů
| Zlato   | Spojené státy americké (USA) |
| Stříbro | Sovětský svaz (URS)          |
| Bronz   | Brazílie (BRA)               |

### Základní skupiny

#### Skupina A
|    |           | URS   | PUR   | POL   | ITA   | MEX   | JPN   | HUN   | CAN   | V | P | Skóre   | B  |
| 1. | SSSR      | ***   | 82:63 | 74:65 | 76:67 | 87:76 | 72:59 | 84:42 | 87:52 | 7 | 0 | 562:424 | 14 |
| 2. | Portoriko | 63:84 | ***   | 66:60 | 64:74 | 73:55 | 65:55 | 74:59 | 88:69 | 5 | 2 | 493:456 | 12 |
| 3. | Polsko    | 65:74 | 60:66 | ***   | 61:58 | 70:71 | 81:57 | 56:53 | 74:69 | 4 | 3 | 467:448 | 11 |
| 4. | Itálie    | 67:76 | 74:64 | 58:61 | ***   | 85:80 | 68:72 | 77:73 | 66:54 | 4 | 3 | 495:480 | 11 |
| 5. | Mexiko    | 76:87 | 55:73 | 71:70 | 54:66 | ***   | 64:62 | 61:69 | 78:68 | 3 | 4 | 459:495 | 10 |
| 6. | Japonsko  | 59:72 | 55:65 | 57:81 | 72:68 | 62:64 | ***   | 58:41 | 58:37 | 3 | 4 | 421:428 | 10 |
| 7. | Maďarsko  | 42:84 | 59:74 | 53:56 | 73:77 | 69:61 | 41:58 | ***   | 70:59 | 2 | 5 | 407:469 | 9  |
| 8. | Kanada    | 52:87 | 69:88 | 69:74 | 54:66 | 68:78 | 37:58 | 59:70 | ***   | 0 | 7 | 408:521 | 7  |

 Polsko -  Maďarsko 56:53 (34:26)
11. října 1964 (13:45) – Tokio
 Itálie -  Mexiko 85:80 (42:45)
11. října 1964 (16:00) – Tokio
 Japonsko -  Portoriko 55:65 (24:22)
11. října 1964 (17:30) – Tokio
 SSSR -  Kanada 87:52 (37:17)
11. října 1964 (19:00) – Tokio
 Itálie -  Portoriko 74:64 (42:33)
12. října 1964 (10:30) – Tokio
 Japonsko -  Polsko 57:81 (27:32)
12. října 1964 (12:15) – Tokio
 SSSR -  Mexiko 87:76 (37:28)
12. října 1964 (19:00) – Tokio
 Maďarsko -  Kanada 70:59 (34:30)
12. října 1964 (20:30) – Tokio
 Polsko -  Itálie 61:58 (34:27)
13. října 1964 (12:00) – Tokio
 Portoriko -  Mexiko 73:55 (30:27)
13. října 1964 (13:30) – Tokio
 SSSR -  Maďarsko 84:42 (38:18)
13. října 1964 (16:00) – Tokio
 Japonsko -  Kanada 58:37 (25:16)
13. října 1964 (19:00) – Tokio
 SSSR -  Portoriko 82:63 (43:28)
14. října 1964 (9:30) – Tokio
 Japonsko -  Maďarsko 58:41 (24:26)
14. října 1964 (12:00) – Tokio
 Itálie -  Kanada 66:54 (26:28)
14. října 1964 (16:00) – Tokio
 Mexiko -  Polsko 71:70 (27:36)
14. října 1964 (20:30) – Tokio
 Mexiko -  Kanada 78:68 (47:18)
16. října 1964 (12:00) – Tokio
 Itálie -  Maďarsko 77:73 (46:38)
16. října 1964 (16:00) – Tokio
 Japonsko -  SSSR 59:72 (28:33)
16. října 1964 (17:30) – Tokio
 Portoriko -  Polsko 66:60 (21:26)
16. října 1964 (20:30) – Tokio
 Japonsko -  Itálie 72:68 (32:32)
17. října 1964 (9:00) – Tokio
 Maďarsko -  Mexiko 69:61 (31:30)
17. října 1964 (10:30) – Tokio
 SSSR -  Polsko 74:65 (38:25)
17. října 1964 (12:00) – Tokio
 Portoriko -  Kanada 88:69 (45:31)
17. října 1964 (13:30) – Tokio
 Portoriko -  Maďarsko 74:59 (32:30)
18. října 1964 (9:00) – Tokio
 Polsko -  Kanada 74:69 (32:42)
18. října 1964 (12:00) – Tokio
 Japonsko -  Mexiko 62:64 (30:34)
18. října 1964 (16:00) – Tokio
 SSSR - Itálie 76:67 (40:32)
18. října 1964 (19:00) – Tokio

#### Skupina B
|    |             | USA    | BRA   | YUG   | URU    | FIN   | AUS   | PER   | KOR    | V | P | Skóre   | B  |
| 1. | USA         | ***    | 86:53 | 69:61 | 83:28  | 77:51 | 78:45 | 60:45 | 116:50 | 7 | 0 | 569:333 | 14 |
| 2. | Brazílie    | 53:86  | ***   | 68:64 | 80:68  | 61:54 | 69:57 | 50:58 | 92:65  | 5 | 2 | 473:452 | 12 |
| 3. | Jugoslávie  | 61:69  | 64:68 | ***   | 84:71  | 74:45 | 74:70 | 73:64 | 99:66  | 5 | 2 | 529:453 | 12 |
| 4. | Uruguay     | 28:83  | 68:80 | 71:84 | ***    | 73:55 | 58:57 | 69:59 | 105:64 | 4 | 3 | 472:482 | 11 |
| 5. | Finsko      | 51:77  | 54:61 | 45:74 | 55:73  | ***   | 61:59 | 63:59 | 80:72  | 3 | 4 | 409:451 | 10 |
| 6. | Austrálie   | 45:78  | 57:69 | 70:74 | 57:58  | 59:61 | ***   | 81:62 | 65:58  | 2 | 5 | 434:460 | 9  |
| 7. | Peru        | 45:60  | 58:50 | 64:73 | 59:69  | 59:63 | 62:81 | ***   | 84:57  | 2 | 5 | 431:453 | 9  |
| 8. | Jižní Korea | 50:116 | 65:92 | 66:96 | 64:105 | 72:80 | 58:65 | 57:84 | ***    | 0 | 7 | 432:638 | 7  |

 Finsko -  Jižní Korea 80:72 (37:31)
11. října 1964 (9:00) – Tokio
 Peru -  Brazílie 58:50 (24:23)
11. října 1964 (10:35) – Tokio
 Jugoslávie -  Uruguay 84:71 (43:26)
11. října 1964 (12:15) – Tokio
 USA -  Austrálie 78:45 (36:20)
11. října 1964 (20:35) – Tokio
 Uruguay -  Jižní Korea 105:64 (66:29)
12. října 1964 (9:00) – Tokio
 Brazílie -  Jugoslávie 68:64 (36:28)
12. října 1964 (13:30) – Tokio
 USA -  Finsko 77:51 (35:27)
12. října 1964 (16:00) – Tokio
 Austrálie -  Peru 81:62 (47:33)
12. října 1964 (17:30) – Tokio
 USA -  Peru 60:45 (37:18)
13. října 1964 (9:00) – Tokio
 Uruguay -  Finsko 73:55 (26:27)
13. října 1964 (10:30) – Tokio
 Jugoslávie -  Austrálie 74:70 (33:32)
13. října 1964 (17:30) – Tokio
 Brazílie -  Jižní Korea 92:65 (51:24)
13. října 1964 (20:30) – Tokio
 USA -  Uruguay 83:28 (50:13)
14. října 1964 (10:30) – Tokio
 Jugoslávie -  Peru 73:64 (33:34)
14. října 1964 (13:30) – Tokio
 Brazílie -  Finsko 61:54 (28:19)
14. října 1964 (17:30) – Tokio
 Austrálie -  Jižní Korea 65:58 (31:19)
14. října 1964 (19:00) – Tokio
 Finsko -  Austrálie 61:59 (31:26)
16. října 1964 (9:00) – Tokio
 Peru -  Jižní Korea 84:57 (41:20)
16. října 1964 (10:30) – Tokio
 Brazílie -  Uruguay 80:68 (35:21)
16. října 1964 (13:30) – Tokio
 USA -  Jugoslávie 69:61 (35:34)
16. října 1964 (19:00) – Tokio
 Jugoslávie -  Jižní Korea 99:66 (47:30)
17. října 1964 (16:00) – Tokio
 Finsko -  Peru 63:59 (30:32)
17. října 1964 (17:30) – Tokio
 USA -  Brazílie 86:53 (41:22)
17. října 1964 (19:00) – Tokio
 Uruguay -  Austrálie 58:57 (30:29)
17. října 1964 (20:30) – Tokio
 USA -  Jižní Korea 116:50 (70:23)
18. října 1964 (10:30) – Tokio
 Jugoslávie -  Finsko 74:45 (34:28)
18. října 1964 (13:30) – Tokio
 Brazílie -  Austrálie 69:57 (28:24)
18. října 1964 (17:30) – Tokio
 Uruguay -  Peru 69:59 (29:26)
18. října 1964 (20:30) – Tokio

### Semifinále
USA -  Portoriko 62:42 (23:24)
21. října 1964 (18:30) - Tokio
 SSSR -  Brazílie 53:47 (22:19)
21. října 1964 (20:00) - Tokio

### Finále
USA -  SSSR 73:59 (39:31)
23. října 1964 (20:00) - Tokio

### O 3. místo
Brazílie -  Portoriko 76:60 (39:26)
23. října 1964 (18:30) - Tokio

### O 5. - 8. místo
Itálie -  Jugoslávie 75:63 (33:25)
20. října 1964 (18:30) - Tokio
 Polsko -  Uruguay 82:69 (37:36)
20. října 1964 (20:10) - Tokio

### O 5. místo
Itálie -  Polsko 79:59 (44:29)
22. října 1964 (20:00) - Tokio

### O 7. místo
Jugoslávie -  Uruguay 78:55 (40:31)
22. října 1964 (18:30) - Tokio

### O 9. - 12. místo
Austrálie -  Mexiko 70:58 (33:25)
21. října 1964 (14:00) - Tokio
 Japonsko -  Finsko 54:45 (31:24)
21. října 1964 (15:30) - Tokio

### O 9. místo
Japonsko -  Austrálie 57:64 (30:29)
23. října 1964 (15:30) - Tokio

### O 11. místo
Finsko -  Mexiko 73:72 (38:40)
23. října 1964 (14:00) - Tokio

### O 13. - 16. místo
Maďarsko -  Jižní Korea 99:83 (38:43)
20. října 1964 (14:00) - Tokio
 Kanada -  Peru 82:81 (43:28)
20. října 1964 (15:30) - Tokio

### O 13. místo
Maďarsko -  Kanada 68:65 (38:27)
22. října 1964 (15:30) - Tokio

### O 15. místo
Peru -  Jižní Korea 71:66 (37:31)
22. října 1964 (14:00) - Tokio

## Soupisky
1.  USA 
| - Marvin Barnes - Bill Bradley - Larry Brown - Joe Caldwell | - Mel Counts - Dick Davies - Walt Hazzard - Lucius Jackson | - Pete McCaffrey - Jeff Mullins - Jerry Shipp - George Wilson |

2.  SSSR 
| - Armenak Alachachyan - Nikolai Baglei - Vjačeslav Chrynin - Juris Kalnins | - Jurij Kornějev - Jānis Krūmiņš - Jaak Lipso - Levan Mosechvili | - Valdis Muižnieks - Alexandr Petrov - Alexandr Travin - Gennadij Volnov |

3.  Brazílie 
| - Edson Bispo dos Santos - Friedrich Wilhelm Braun - Carmo de Souza - Carlos Domingos Massoni | - Wlamir Marques - Victor Mirshawka - Amaury Pasos - Bira Maciel | - Antonio Salvador Sucar - Jatyr Eduardo Schall - José Edvar Simoes - Sergio de Toledo Machado |

## Konečné pořadí
| XVIII. | Olympijské hry | Z | V | P | Skóre    | B  |
| ------ | -------------- | - | - | - | -------- | -- |
| 1.     | USA            | 9 | 9 | 0 | 704: 434 | 18 |
| 2.     | SSSR           | 9 | 8 | 1 | 674: 544 | 17 |
| 3.     | Brazílie       | 9 | 6 | 3 | 596: 565 | 15 |
| 4.     | Portoriko      | 9 | 5 | 4 | 595: 592 | 14 |
| 5.     | Itálie         | 9 | 6 | 3 | 649: 602 | 15 |
| 6.     | Polsko         | 9 | 5 | 4 | 608: 596 | 14 |
| 7.     | Jugoslávie     | 9 | 6 | 3 | 670: 583 | 15 |
| 8.     | Uruguay        | 9 | 4 | 5 | 596: 642 | 13 |
| 9.     | Japonsko       | 9 | 4 | 5 | 532: 537 | 13 |
| 10.    | Austrálie      | 9 | 4 | 5 | 568: 575 | 13 |
| 11.    | Finsko         | 9 | 4 | 5 | 527:601  | 13 |
| 12.    | Mexiko         | 9 | 3 | 6 | 615:657  | 12 |
| 13.    | Maďarsko       | 9 | 4 | 5 | 574:617  | 13 |
| 14.    | Kanada         | 9 | 1 | 8 | 555:670  | 10 |
| 15.    | Peru           | 9 | 3 | 6 | 583:601  | 12 |
| 16.    | Jižní Korea    | 9 | 0 | 9 | 581:811  | 9  |